# Municipio de Aliceton
El municipio de Aliceton (en inglés, Aliceton Township) es un municipio del condado de Ransom, Dakota del Norte, Estados Unidos. Tiene una población estimada, a mediados de 2021, de 130 habitantes.
Abarca una zona exclusivamente rural.

## Geografía
Está ubicado en las coordenadas 46°19′8″N 97°35′6″O / 46.31889, -97.58500. Según la Oficina del Censo de los Estados Unidos, tiene una superficie total de 93.86 km², de la cual 93.54 km² corresponden a tierra firme y 0.32 km² son agua.

## Demografía
Según el censo de 2020, en ese momento había 109 personas residiendo en la zona. La densidad de población era de 1.17 hab./km². El 96.33 % de los habitantes eran blancos, el 1.83 % eran de otras razas y el 1.83% eran de una mezcla de razas. Del total de la población, el 1.83 % eran hispanos o latinos de cualquier raza.